# Lieja-Bastoña-Lieja 1981
La Lieja-Bastogne-Lieja 1981 fue la 67.ª edición de la clásica ciclista Lieja-Bastoña-Lieja. La carrera se disputó el domingo 19 de abril de 1981, sobre un recorrido de 244 km. 
En un principio el vencedor final fue el holandés Johan van der Velde, por delante de Josef Fuchs y Stefan Mutter. Pero más tarde fue descalificado y la victoria pasó a Fuchs.

## Clasificación final
| Posición | Ciclista            | Equipo                  | Tiempo     |
| -------- | ------------------- | ----------------------- | ---------- |
| DSQ      | Johan van der Velde | TI-Raleigh-Creda        | 6h 56' 00" |
| 1        | Josef Fuchs         | Cilo-Aufina             | m. t.      |
| 2        | Stefan Mutter       | Cilo-Aufina             | + 50"      |
| 3        | Ludo Peeters        | TI-Raleigh-Creda        | m. t.      |
| 4        | Guido Van Calster   | Splendor-Wickes         | + 2'00"    |
| 5        | Eddy Schepers       | DAF Trucks-Cote d'Or    | m. t.      |
| 6        | Rudy Pevenage       | Capri Sonne-Koga Miyata | + 2'54"    |
| 7        | Bert Oosterbosch    | TI-Raleigh-Creda        | m. t.      |
| 8        | Gerrie Knetemann    | TI-Raleigh-Creda        | m. t.      |
| 9        | Frits Pirard        | Boule d'Or-Sunair       | m. t.      |